# بخش محمله
بخش محمله یکی از بخش‌های شهرستان خنج در استان فارس ایران است.

## مردم
ساکنین این بخش به زبان های فارسی و اچمی سخن می گویند.

## تقسیمات کشوری
- بخش محمله
  - دهستان باغان
  - دهستان محمله

شهر: محمله

## جمعیت
بنابر سرشماری مرکز آمار ایران، جمعیت بخش محمله شهرستان خنج در سال ۱۳۹۵ برابر با ۹۶۲۵ نفر و ۲۶۳۰ خانوار بوده است.